# Ilie Subășeanu
Ilie Subășeanu (1906. október 20. – 1980. január 20.), román válogatott labdarúgó.

## Pályafutása

### Klubcsapatban
Az Olimpia București csapatában játszott.

### A válogatottban
1929 és 1930 között 2 alkalommal szerepelt a román válogatottban és 1 gólt szerzett. Részt vett az 1930-as világbajnokságon.

## Külső hivatkozások
- Ilie Subășeanu a FIFA.com honlapján Archiválva 2015. február 5-i dátummal a Wayback Machine-ben